# GP LEAGUE プログラミングコロシアム
GP LEAGUE プログラミングコロシアム（ジーピーリーグ プログラミングコロシアム）は、千葉テレビ放送（チバテレ）およびフジテレビKIDSの共同制作により、2017年10月7日から2018年3月31日まで、千葉テレビ放送およびBSフジでレギュラー放送されていた、小学生のプログラミング教育を題材にした子供向け番組・教養番組・ミニ番組である。
2018年3月のレギュラー放送終了後も、イベントや大会自体は行われており、不定期にチバテレでCMや特別番組が放送されている。なお、2018年6月でフジテレビKIDSが解散したため、以降の番組は「GP LEAGUE」名義での製作（チバテレは制作協力で引き続き参加）となっている。

## 概要
2020年より、小学校でのプログラミング教育が必須化されることが決まっている。それに先駆け、2017年より、千葉県柏市にある全ての市立小学校（42校）でプログラミング教育が実施されることになった（柏市内には市立小学校しかなく、国立・私立小学校はそもそも存在しない）。1年生ではコンピュータの初歩、3年生ではローマ字入力の教育を行っているが、4年生になると全員を対象に、週2時間のプログラミング教育を実施している。なお、柏市は従前よりプログラミング関連の教育を行っており、既に1987年には田中北小学校などで、BASICの教育が行われていた歴史がある。
これらの教育成果を発揮する場として、柏市教育委員会協力のもとで「GPリーグ」が発足。3人の小学生がチームを組み、プログラミングの知識と技とチームワークを競い合う場として行われることになった。当番組では、柏市内にあるモラージュ柏で開催の「GPリーグ」の模様を何週かに分けて放送するものである。
競技は3人1組のチーム対抗形式で行い、1人ずつの個人戦（Scratchなど）を3戦と、3人で協力して行うチーム対戦1戦の、合計4戦によって競われる。
テレビ放送が終了した直後の2018年4月に、オフィシャルパートナーとしてヤマハ発動機が参画した。これ以降、柏市以外の全国でもイベントなどが開催されるようになった。
しかし、2021年にチバテレ、ヤマハ発動機共にそれぞれで別の小学生向けプログラミングコンテストを支援するようになっており（前者は「Cygames presents CHIBA CODER CUP」、後者は「ゼロワングランドスラム」）、逆に本コンテストが事実上休止状態となっている。

## 出演者
- 赤石先生（YouTuber） - 解説
- 郡正夫 - 実況
- 柏市内の小学生など - プレーヤー

## 放送局と放送時間
| 放送対象地域 | 放送局                                     | 系列     | 放送日時                 | 放送期間                      | 備考                                 |
| ------------ | ------------------------------------------ | -------- | ------------------------ | ----------------------------- | ------------------------------------ |
| 全国         | BSフジ 共同制作局                          | 衛星放送 | 土曜 6時55分 - 7時00分   | 2017年10月7日 - 2018年3月31日 |                                      |
| 千葉県       | 千葉テレビ放送（CTC、チバテレ） 共同制作局 | 独立局   | 土曜 17時55分 - 18時00分 | 2017年10月7日 - 2018年3月31日 | 再放送は翌日日曜 17時55分 - 18時00分 |